# Adrienne Shaw
Pour les articles homonymes, voir Shaw.
Adrienne Shaw, née en 1983, est une chercheuse américaine en sciences du jeu et une professeure associée à l'université Temple. Elle est connue pour son travail sur la théorie queer et les représentations LGBTQ dans les jeux vidéo. Elle est l'auteure de Gaming at the Edge: Sexuality and Gender at the Margins of Gamer Culture, co-éditrice de Queer Game Studies et fondatrice de la LGBTQ Video Games Archive.

## Biographie
Adrienne Shaw naît en 1983 aux États-Unis.

### Formation
Elle obtient son B.A. en sociologie à Mount Holyoke College et son doctorat en 2010 de l'Annenberg School for Communication de l'université de Pennsylvanie.

### Recherches

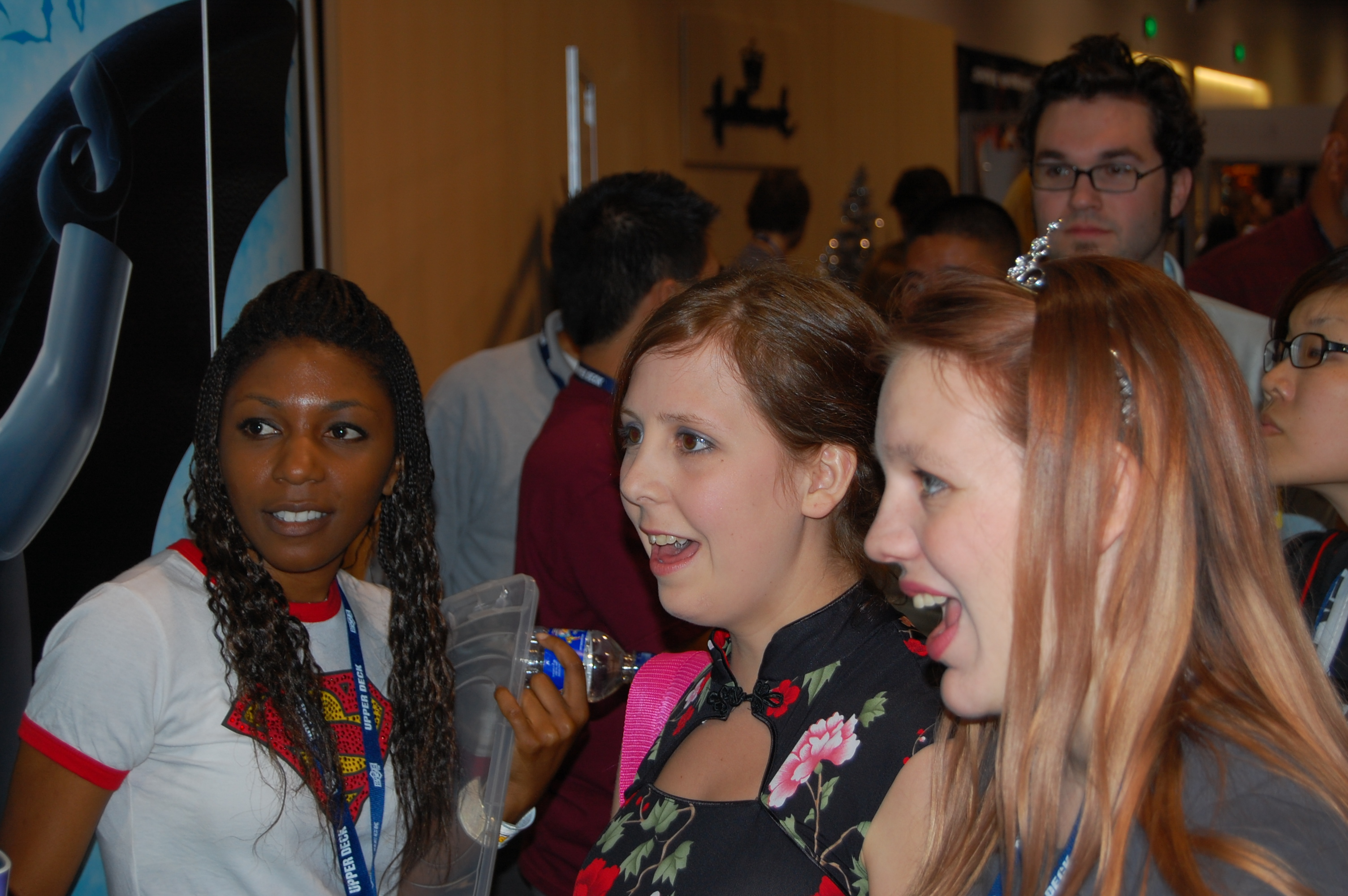
Filles jouant au jeux vidéo, 2008

Les travaux universitaires d'Adrienne Shaw portent sur l'identité des joueurs, la représentation des populations marginalisées dans les jeux vidéo et la façon dont les membres des communautés marginalisées perçoivent leur relation aux jeux vidéo. Son travail s'étend également à l'homosexualité et à la technologie plus largement.
Son premier livre, Gaming at the Edge: Sexuality and Gender at the Margins of Gamer Culture reçoit le prix du Video Game Librarian de Warp Zone's en 2015, en 2016, le prix de l'International Communication Association’s Popular Communications Division’s Book. Il figure sur la liste arc-en-ciel 2016 de l'American Library Association. La spécialiste des médias Adrienne Massanari décrit le livre comme une intervention « contre une grande partie de la rhétorique de la culture du jeu qui suggère que la diversité est bonne mais qui ne fait pas grand-chose pour interroger pourquoi, pour qui ou de quelle manière la diversité est souhaitable ». Dans ce livre, Adrienne Shaw explique que l'augmentation du nombre de joueuses entraîne plutôt un retour de bâton à leur égard qu'une meilleure acceptation de la communauté vidéoludique.
Adrienne Shaw coédite, avec Bonnie Ruberg, Queer Game Studies en 2017, une anthologie d'essais d'universitaires, de journalistes et de concepteurs de jeux sur la représentation queer et la théorie queer dans les jeux vidéo. La collection est évaluée favorablement par la Los Angeles Review of Books et Lambda Literary,.

### Autres travaux
Adrienne Shaw est la fondatrice de la LGBTQ Video Game Archive, une archive en ligne accessible au public, qui répertorie les représentations LGBTQ dans les jeux vidéo. Dans le cadre de son travail avec LGBTQ Video Game Archive, Adrienne Shaw travaille avec Internet Archive, avec qui elle réussit notamment à ressusciter le plus ancien exemple connu de jeu vidéo LGBTQ, Caper in the Castro, développé par CM Ralph.
En 2018, Adrienne Shaw est l'une des conservatrices de l'exposition Rainbow Arcade au Schwules Museum de Berlin, la première exposition à couvrir l'histoire des personnes LGBTQ dans les jeux vidéo. USA Today inclut Rainbow Arcade sur sa liste des meilleures expositions en Europe pour l'hiver 2019.

## Controverse
En 2014, Adrienne Shaw est l'une des chercheuses de la Digital Games Research Association pointée du doigt pour ses travaux sur le féminisme et les jeux vidéo lors de la controverse du Gamergate. À la suite, Adrienne Shaw et Shira Chess écrivent des analyses sur leurs expériences dans le Journal of Broadcasting & Electronic Media et dans le Transactions of the Digital Games Research Association,.

## Publications
- (en) « Video games as cultural studies other », International Journal of Cultural Studies,‎ 10 novembre 2024, p. 13678779241295771 (ISSN 1367-8779, DOI 10.1177/13678779241295771, lire en ligne, consulté le 29 novembre 2024).
- (en) avec Katherine Sender, Queer technologies : affordances, affect, ambivalence, London, Routledge, coll. « NCA studies in communication », 2018, 142 p. (ISBN 978-0-367-14327-5 et 0367143275, OCLC 1418836977, lire en ligne).
- (en) avec D. Travers Scott (éd.), International Communication Association, Interventions: communication research and practice (actes de congrès), New York, Peter Lang, coll. « ICA annual conference theme book / 5 » (no 5), 2018, 289 p. (ISBN 978-1-4331-4815-6, 978-1-4331-4816-3 et 1433148153, OCLC 1014007133, lire en ligne).
- (en) avec Bonnie Ruberg, Queer game studies, University of Minnesota Press, 2017, 336 p. (ISBN 978-1-5179-0036-6 et 978-1-5179-0037-3, présentation en ligne).
- (en-US) Gaming at the edge : sexuality and gender at the margins of gamer culture, Minneapolis, MN, University of Minnesota Press, 2015 (ISBN 9781452943459, 9781452949666 et 1452943451, OCLC 1359015470).
- (en) avec Shira Chess, « A Conspiracy of Fishes, or, How We Learned to Stop Worrying About #GamerGate and Embrace Hegemonic Masculinity », Journal of Broadcasting & Electronic Media, vol. 59, no 1,‎ 2 janvier 2015, p. 208–220 (ISSN 0883-8151, DOI 10.1080/08838151.2014.999917, lire en ligne, consulté le 29 novembre 2024).
- (en) « Do you identify as a gamer ? Gender, race, sexuality, and gamer identity », New Media & Society, vol. 14, no 1,‎ 1er février 2012, p. 28–44 (ISSN 1461-4448, DOI 10.1177/1461444811410394, lire en ligne, consulté le 29 novembre 2024).
- (en) « What Is Video Game Culture? Cultural Studies and Game Studies », Games and Culture, vol. 5, no 4,‎ 1er octobre 2010, p. 403–424 (ISSN 1555-4120, DOI 10.1177/1555412009360414, lire en ligne, consulté le 29 novembre 2024).
- (en) « Putting the Gay in Games: Cultural Production and GLBT Content in Video Games », Games and Culture, vol. 4, no 3,‎ 1er juillet 2009, p. 228–253 (ISSN 1555-4120, DOI 10.1177/1555412009339729, lire en ligne, consulté le 29 novembre 2024).